# Beagle-harrier
Pour les articles homonymes, voir Beagle (homonymie) et Harrier.
Le beagle-harrier est une race de chien de chasse d'origine française. C'est un chien courant de taille moyenne et de couleur tricolore. La race est créée au XIXe siècle à partir de croisements entre le beagle et le harrier.

## Historique
Des croisements entre beagle et harrier sont réalisés dès le XVIIIe siècle dans une tentative d'obtenir un beagle de taille moyenne, c'est-à-dire des chiens capables de suivre des chevaux au galop lors de chasses. Au XIXe siècle, le baron Gérard Grandin de l’Éprevier parvient au résultat escompté. À l'heure actuelle, on rencontre peu cette race en dehors de France.

## Standard

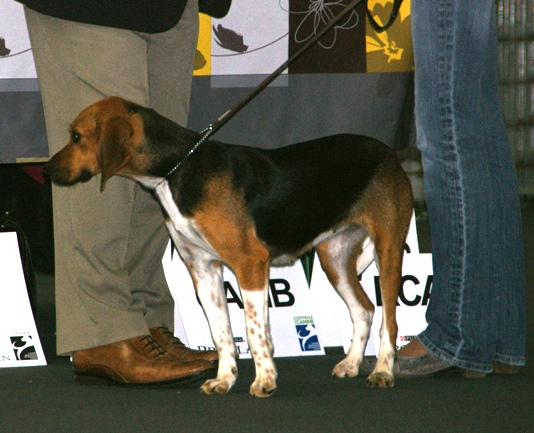
Beagle-harrier à une exposition canine en France.

Le beagle-harrier est un chien courant de taille moyenne, de type médioligne, d'allure harmonieuse et équilibrée. La longueur de son museau est sensiblement égale à celle du crâne. Le profil du museau est effilé sans être carré ni pointu. Les yeux sont bien ouverts et de couleur foncée. Les oreilles courtes et mi-larges sont attachées sur la ligne de l’œil. La forme est légèrement arrondie dans leur partie moyenne. Elles tombent plates le long du crâne et tournent en léger ovale sur leur partie inférieure. Le poil est assez épais, court et plat. La robe est tricolore.

## Caractère

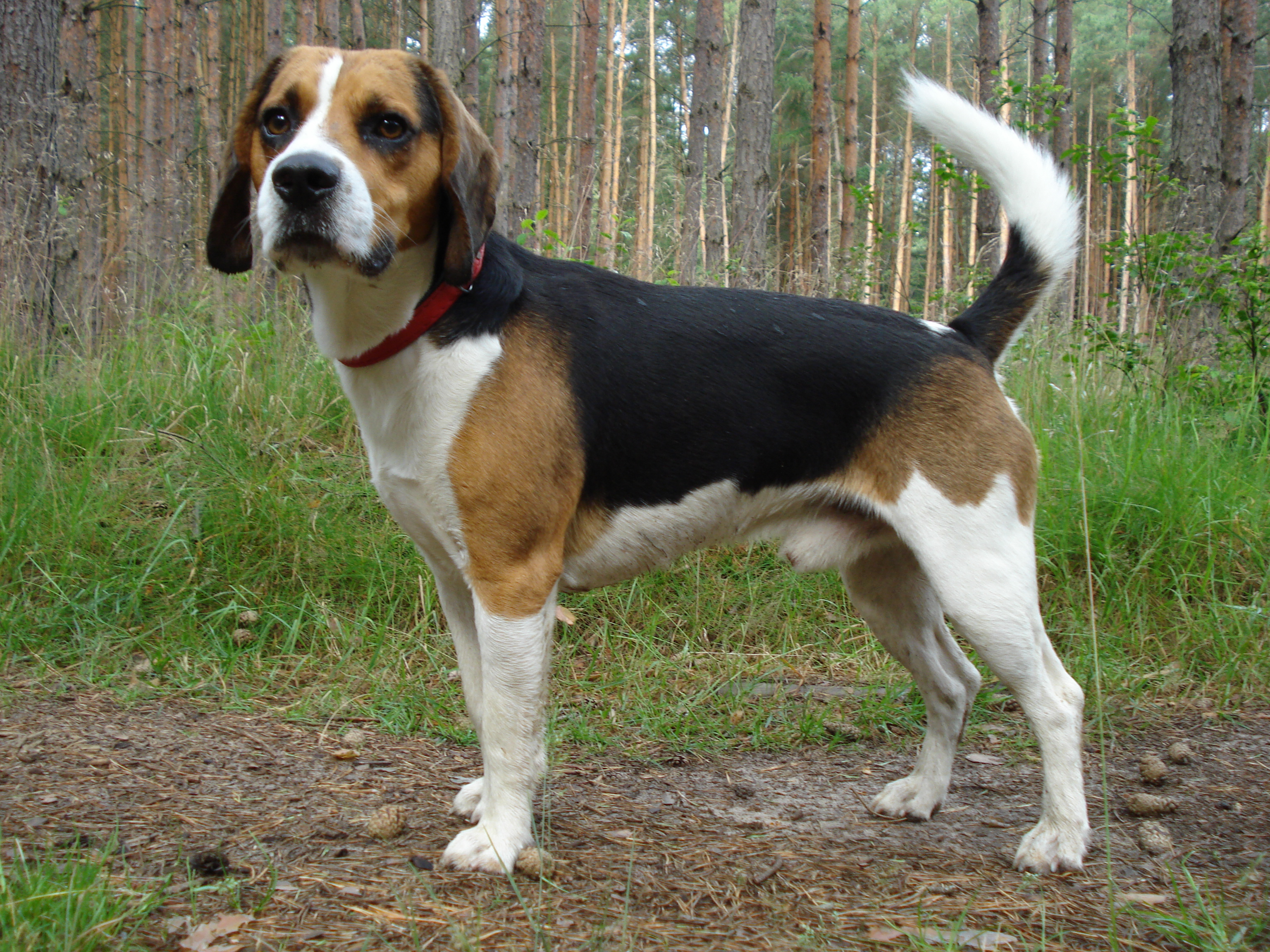
Beagle-harrier tricolore aux feux charbonnés.

Le tempérament et le caractère du beagle-harrier ne sont pas décrits dans le standard FCI de la race. Franc, affectueux et enthousiaste, c'est un chien intelligent et inépuisable. Il est aussi très curieux, voleur et joueur . 

## Utilité
Le beagle-harrier est un chien courant endurant et rustique, chassant de préférence en meute. C'est un chien rapide, doté d'un nez fin qui ne craint pas de s'aventurer dans les fourrés. On peut l'utiliser pour des gibiers tels que le lapin, le cerf, le renard.
De bon caractère, le beagle-harrier est apprécié comme animal de compagnie, mais demande beaucoup d'exercices physiques. La chasse n'est pas indispensable il peut aussi courir ou faire du vélo avec son maître. 